# Mera brännvin
Mera Brännvin (på dansk: Mere Brændevin) er en sang af Eddie Meduza. Sangen kan findes på singlen "Gasen I Botten" og albummet Gasen I Botten fra 1981. Sangen handler om alkoholmisbrug og hvordan folk drikker uden at tænke over konsekvenserne.
I Aftonbladet blev "Mera Brännvin" kåret til Eddie Meduzas tredje bedste sang. I en uofficiel afstemning fra sommeren 2002 om Eddie Meduzas 100 bedste sange endte "Mera Brännvin" på tredjepladsen.

## Torsten Bengtsson
Den version, der blev frigivet i 1981, har underrubrikken "Tillägnad Torsten Bengtsson" (på dansk: Dedikeret til Torsten Bengtsson). Torsten Bengtsson var medlem af Centerpartiet og nøgternhed fanatikere. Både han og hans partikollega Karin Söder fik et par sange af Eddie Meduza, for eksempel "Torsten Hällde Brännvin I Ett Glas Till Karin Söder" (på dansk: Torsten hældte brændevin i et glas til Karin Söder), "Sup Och Rulla Runt" og "De' E' Gött Å' Supa, Pöjka'!" (på dansk: Det Er Godt At Drikke Drenge).

## Originalversion
Sangen optrådte først på kassetten E. Hitler & Luftwaffe Nr. 3 Del 1 i 1979. Også på den samme kassette er forløberen til "Mera Brännvin" der hedder "Mera Kärnkraft" (på dansk: Mere Atomkraft).